# Paige
Saraya-Jade Bevis (* 17. srpna 1992) je anglická profesionální wrestlerka, známější pod ringovými jmény Paige, Saraya nebo Britani Knight. Pracuje pro AEW.

## Dětství
Bevis pochází z wrestlingové rodiny. Oba její rodiče, otec i matka, známí jako Ricki Knight a Sweet Saraya jsou profesionální wrestleři, stejně jako její starší bratr Zak. Její rodina vlastní organizaci World Association of Wrestling (WAW). V červenci 2012 Channel 4 spustil dokument o této rodině, jménem The Wrestlers: Fighting with My Family.

## Ve wrestlingu
- Zakončovací chvaty
  - Black Widow
  - Knight Light
  - Paige-Turner
  - PTO – Paige Tapout / Queen Angelito Stretch
  - Ram-Paige
- Ostatní chvaty
  - Headbutt
  - Knight-Rider (Leg trap sunset flip powerbomb)
  - Stan Lane (Side kick)
  - Tarantula (Rope hung Boston crab)
- Manažeři
  - Rebecca Knox

## Šampionáty a ocenění
- WWE
  - WWE Divas Championship (2krát)
- WWE NXT
  - NXT Divas Championship (1krát)
- German Stampede Wrestling
  - GSW Ladies šampionát (1krát)
- Herts & Essex Wrestling
  - HEW Women's šampionát (2krát)
- Premier Wrestling Federation
  - PWF Ladies Tag Team šampionát (1krát) - se Sweet Saraya
- Pro-Wrestling: EVE
  - Pro-Wrestling: EVE šampionát (1krát)
- Real Deal Wrestling
  - RDW Women's šampionát (1krát)
- Real Quality Wrestling
  - RQW Women's šampionát (1krát)
- Swiss Championship Wrestling
  - SCW Ladies šampionát (1krát)
- World Association of Women's Wrestling
  - WAWW British Tag Team šampionát (1krát) - s Melodi
  - WAWW Ladies Hardcore šampionát (1krát)
- World Association of Wrestling
  - WAW British Ladies šampionát (1krát)